# Episodi di Shin Chan (2010)
Questi sono gli episodi della serie anime Shin Chan mandati originariamente in onda nel 2010. In Italia sono del tutto inediti.
Ogni episodio è diviso in mini-episodi della durata di circa 10 minuti l'uno.

## Episodi
| Nº          | Titolo italiano | In onda           | In onda |
| Nº          | Titolo italiano | Giapponese        |         |
| 689         | 「園長先生の災難だゾ」 - Enchō-sensei no sainan da zo 「高級チョコをもらったゾ」 - Kōkyū choko o moratta zo 「将来は!?だゾ」 - Shōrai wa!? Da zo                              | 8 gennaio 2010    |         |
| 690         | 「しんこちゃんまたまた!だゾ」 - Shinko-chan matamata! Da zo 「段ボール箱を片づけるゾ」 - Dan ball (bōru) bako o katadzukeru zo 「将来は!?だゾ2」 - Shōrai wa!? Da zo 2        | 15 gennaio 2010   |         |
| 691         | 「チョコビの工場見学だゾ」 - Chokobi no kōjō kengaku da zo 「アクション仮面タオルだゾ」 - Action (Akushon) kamen taoru da zo 「将来は!?だゾ3」 - Shōrai wa!? Da zo 3          | 22 gennaio 2010   |         |
| 692         | 「思い出のパース旅行だゾ」 - Omoide no purse (pāsu) ryokō da zo 「将来は!?だゾ4」 - Shōrai wa!? Da zo 4                                                                       | 29 gennaio 2010   |         |
| 693         | 「カスカベ大連合だゾ」 - Kasukabe dai rengō da zo 「家事代行屋さんは見た!だゾ」 - Kaji daikō-ya-san wa mita! Da zo                                                            | 5 febbraio 2010   |         |
| 694         | 「コートの下は...だゾ」 - Court (Kōto) no shita wa... da zo 「流れ星にお願いするゾ」 - Nagareboshi ni onegai suru zo                                                          | 19 febbraio 2010  |         |
| 695         | 「出たとこドライブだゾ」 - Deta toko drive (doraibu) da zo 「どーしてもヤキイモが食べたいゾ」 - Dō shite mo yakīmo ga tabetai zo                                              | 12 marzo 2010     |         |
| 696         | 「春我部タイムパトロール隊 オラの花嫁がみたいゾ」 - Kasukabe Time Patrol (Taimu Patorōru) tai Ola (Ora) no hanayome ga mitai zo                                               | 26 marzo 2010     |         |
| Speciale 64 | 「カスカベタイムパトロール隊 オラ誕生のヒミツだゾ」 - Kasukabe Time Patrol (Taimu Patorōru) tai Ola (Ora) tanjō no himitsu da zo                                              | 16 aprile 2010    |         |
| 697         | 「懸賞に応募するゾ」 - Kenshō ni ōbo suru zo 「まつざか先生、ついにだゾ」 - Matsuzaka-sensei, tsuini da zo                                                                    | 23 aprile 2010    |         |
| 698         | 「帰ってきたサラリーマンしんのすけだゾ」 - Kaette kita salaryman (sararīman) Shinnosuke da zo 「シロがゆくえふめいだゾ」 - Shiro ga yukue fume i da zo                        | 30 aprile 2010    |         |
| 699         | 「夢のサイン会だゾ」 - Yume no sain-kai da zo 「ボーちゃんとひまわりだゾ」 - Bō-chan to Himawari da zo 「将来は!?だゾ5」 - Shōrai wa!? Da zo 5                                | 7 maggio 2010     |         |
| 700         | 「すごろくは遠いゾ」 - Sugo ro ku wa tōi zo 「フィットネス父ちゃんだゾ」 - Fitness (Fittonesu) tō-chan da zo                                                                  | 14 maggio 2010    |         |
| 701         | 「ベビーカーをデコるゾ」 - Baby Car (Bebī Kā) o dekoru zo 「ネネちゃんをエスコートだゾ」 - Nene-chan o escort (esukōto) da zo 「デコるゾ」 - Dekoru zo                        | 21 maggio 2010    |         |
| 702         | 「お留守番がドキドキだゾ ちょっと怖いゾ」 - Orushuban ga dokidoki da zo 「ひまのイベントに行くゾ」 - Hima no ibento ni iku zo 「グチるゾ」 - Guchiru zo                       | 28 maggio 2010    |         |
| 703         | 「風間くんの髪が...だゾ」 - Kazama-kun no kami ga... da zo 「ファミレスは最高だゾ」 - FamiRes (FamiResu) wa saikō da zo 「知らないうちに...だゾ」 - Shiranai uchi ni... da zo | 4 giugno 2010     |         |
| 704         | 「ロック魂だゾ」 - Rock (Rokku) tamashī da zo 「サッカー太郎の鬼退治だゾ」 - Soccer (Sakkā) Tarō no oni taiji da zo                                                           | 11 giugno 2010    |         |
| 705         | 「うるさい歩数計だゾ」 - Urusai hosū kei da zo 「デカすぎるゾ」 - Deka sugiru zo 「一日5000歩だゾ」 - Tsuitachi 5000-po da zo                                                 | 2 luglio 2010     |         |
| 706         | 「恋する四郎さんだゾ」 - Koisuru Shirō-san da zo 「カーペットを守るゾ」 - Carpet (Kāpetto) o mamoru zo 「恋とは!?だゾ」 - Koi to wa!? Da zo                                   | 9 luglio 2010     |         |
| 707         | 「シールをもらうゾ」 - Shīru o morau zo 「ひまとお留守番はドキドキだゾ」 - Hima to orushuban wa dokidoki da zo                                                                | 16 luglio 2010    |         |
| 708         | 「さよならミッチーヨシリンだゾ」 - Sayonara Mitchī Yoshirin da zo | 30 luglio 2010    |         |
| 709         | 「タコさんはたくさんだゾ」 - Tako-san wa takusan da zo 「金魚すくいで勝負だゾ」 - Kingyosukui de shōbu da zo                                                                  | 6 agosto 2010     |         |
| 710         | 「ボーちゃんのほしいものだゾ」 - Bō-chan no hoshī mono da zo 「水まきするゾ」 - Mizu maki suru zo                                                                             | 13 agosto 2010    |         |
| 711         | 「五千円のジュースだゾ」 - Gozen'en no jūsu da zo 「チョコビワールドだゾ」 - Chokobi World (Wārudo) da zo                                                                     | 20 agosto 2010    |         |
| 712         | 「ちゃぶ台鬼だゾ」 - Chabudai oni da zo 「シロの一日だゾ」 - Shiro no tsuitachi da zo                                                                                         | 27 agosto 2010    |         |
| 713         | 「線の上を歩くゾ」 - Sen no ue o aruku zo 「初コインランドリーだゾ」 - Hatsu Coin Laundry (Koin Randorī) da zo 「地デジ」 - Ji Deji                                           | 10 settembre 2010 |         |
| 714         | 「おウチでお弁当だゾ」 - O uchi de o bentō da zo 「父ちゃんの秘密の夜だゾ」 - Tō-chan no himitsu no yoru da zo 「20周年!だゾ」 - 20-shūnen! Da zo                             | 17 settembre 2010 |         |
| 715         | 「組長イメチェン大作戦だゾ」 - Kumichō imechen dai sakusen da zo 「秋田のじいちゃんがまた来たゾ」 - Akita no jīchan ga mata kita zo                                           | 15 ottobre 2010   |         |
| 716         | 「もらった服のゆううつだゾ」 - Moratta fuku no yūutsu da zo 「高級ケーキ屋さんだゾ」 - Kōkyū kēki-ya-san da zo                                                                | 22 ottobre 2010   |         |
| 717         | 「ワケあり商品だゾ」 - Wakeari shōhin da zo 「父ちゃんの子守りだゾ」 - Tō-chan no komori da zo                                                                                | 29 ottobre 2010   |         |
| 718         | 「悪役はかっこいいゾ」 - Akuyaku wa kakkoī zo 「キノコ狩りへ行くゾ」 - Kinoko kari e iku zo                                                                                   | 12 novembre 2010  |         |
| 719         | 「子ども買いだゾ」 - Kodomo kai da zo 「ななこおねいさんを追いかけるゾ」 - Nana kō nei-san o oikakeru zo                                                                      | 19 novembre 2010  |         |
| Speciale 65 | 「湿布を貼るのは大変だゾ」 - Shippu o haru no wa taihen da zo | 26 novembre 2010  |         |
| 720         | 「うさぎが家にやってきたゾ」 - Usagi ga ie ni yattekita zo 「お弁当箱の戦いだゾ」 - O bentō-bako no tatakai da zo                                                             | 3 dicembre 2010   |         |
| 721         | 「シネコンに行くゾ」 - Shinekon ni iku zo 「勝手にランキングだゾ」 - Katte ni ranking (rankingu) da zo                                                                        | 10 dicembre 2010  |         |